# Despotisme

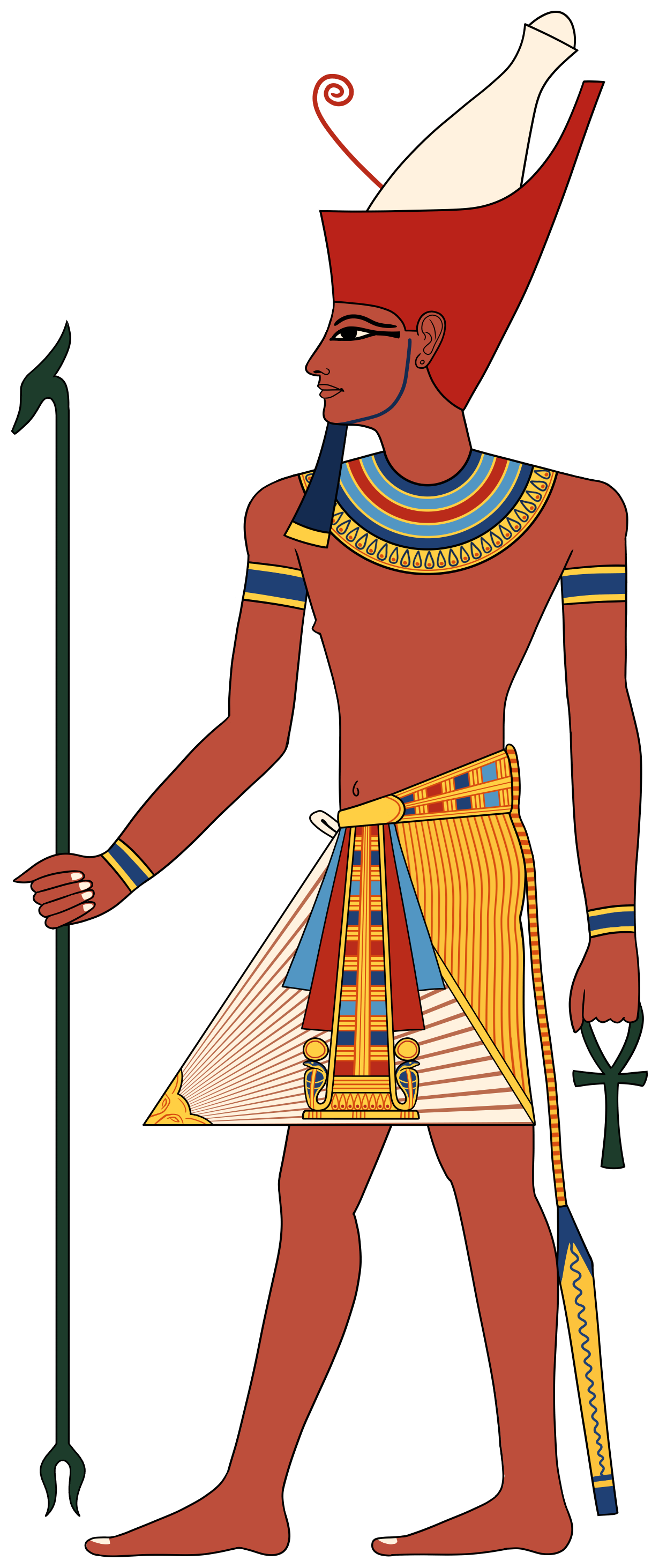
Representació d'un faraó d'Egipte

El despotisme és una forma de govern basada en l'autoritat singular d'una sola persona o un grup de persones estretament relacionades, que governa amb poder absolut. En la seva forma clàssica, un despotisme és un estat on una sola persona, anomenada dèspota, té tot el poder i autoritat, i tots els altres es consideren els seus servents. Aquesta forma de despotisme fou la primera forma coneguda d'estat i civilització; el faraó d'Egipte és un exemple del Dèspota clàssic. Per Montesquieu, el dèspota governa segons la seva voluntat i caprici personals, a diferència del monarca absolut, que governa amb poder absolut però d'acord amb lleis fixes i establertes. El terme havia estat lleugerament pejoratiu en la llengua grega ("governant d'un poble sense llibertat"), però esdevingué totalment negatiu amb la Revolució Francesa, quan es va aplicar a Lluís XVI.